# Asmate virgata
Asmate virgata är en fjärilsart som beskrevs av Franz Dannehl 1928. Asmate virgata ingår i släktet Asmate och familjen mätare. Inga underarter finns listade i Catalogue of Life.